# گورستان کلک سراب ۱۱
قبرستان کلک سراب ۱۱ مربوط به مفرغ است و در شهرستان مهران، بخش ملکشاهی، دهستان گچی، ۳۰۰ متری شرق روستای کلک سراب واقع شده و این اثر در تاریخ ۲۶ اسفند ۱۳۸۶ با شمارهٔ ثبت ۲۲۱۴۹ به‌عنوان یکی از آثار ملی ایران به ثبت رسیده است.